# Oliarus longipennis
Oliarus longipennis är en insektsart som beskrevs av Melichar 1911. Oliarus longipennis ingår i släktet Oliarus och familjen kilstritar.
Artens utbredningsområde är Etiopien. Inga underarter finns listade i Catalogue of Life.